# Централен регион (Малави)
Централният регион на Малави (на английски: Central Region) има площ 35 592 км² и население, според преброяването през 2003, около 4,8 млн. души. Столицата му е град Лилонгве, който е и столица на цялата страна. Регионът има излаз на езерото Малави и граничи с Мозамбик и Замбия.
От всички 28 области на Малави, 9 са разположени в централния регион – Дедза, Дова, Касунгу, Лилонгве, Мчинджи, Нхотакота, Нтчеу, Нтчиси и Салима.